# Politiezone Oostende

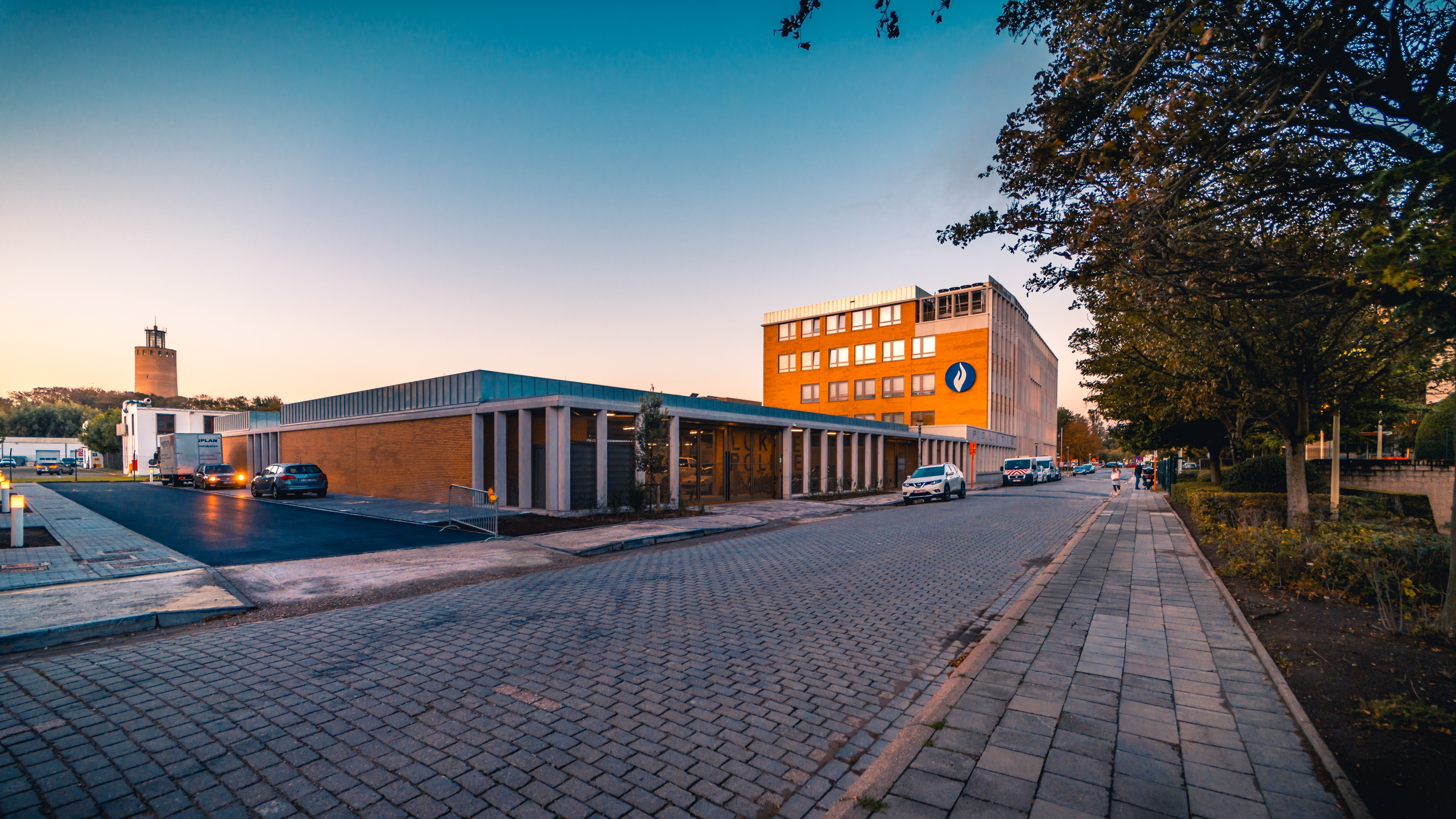
Commissariaat in de Lijndraaiersstraat

De Politiezone Oostende (zonenummer 5449) is een politiezone die werkt in de West-Vlaamse kuststad Oostende.
De zone ligt in het gerechtelijk arrondissement Brugge. Het merendeel van de operationele diensten zijn gehuisvest in de Lijndraaiersstraat 5, te Oostende.

## Wijkbureaus
- Wijkbureau Centrum
- Wijkbureau Westerkwartier
- Wijkbureau Mariakerke / Raversijde
- Wijkbureau Stene / Konterdam / Zandvoorde